# Лизоцим
Лизоци́м (англ. lysozyme, от др.-греч. λύσις — «развязывание, разложение» и энзим; КФ 3.2.1.17) — антибактериальный агент, фермент класса гидролаз, разрушающий клеточные стенки бактерий гидролизом пептидогликана (муреина). Главным образом лизоцим получают из белка куриных яиц. Также аналогичные ферменты содержатся в организмах животных, в первую очередь, в местах соприкосновения с окружающей средой — в слизистой оболочке желудочно-кишечного тракта, слёзной жидкости, грудном молоке, слюне, слизи носоглотки и т. д. В больших количествах лизоцим содержится в слюне, чем объясняются её антибактериальные свойства. В грудном молоке человека концентрация лизоцима весьма высока (около 400 мг/л). Это намного больше, чем в коровьем. При этом концентрация лизоцима в грудном молоке не снижается со временем, через полгода после рождения ребёнка она начинает возрастать.

## История
Содержащие лизоцим жидкости, такие как яичный белок и грудное молоко, использовались для лечения глазных инфекций ещё в Древнем Риме. На рубеже XVIII и XIX веков учёные обнаружили антибактериальные свойства лейкоцитов, коровьего молока, сенной палочки, белка куриных яиц и носовой слизи. В частности, Морис Николь в 1907 году говорил о бактериолитическом действии сенной палочки, а Павел Николаевич Лащенков в 1909 году предположил наличие протеолитических ферментов в белке куриных яиц.
В 1921 году Александр Флеминг, испытывая симптомы гриппа, решил вывести из своей носовой слизи культуру микроорганизмов, вызывающих болезнь. Спустя четыре дня ему удалось вывести колонию грамположительных кокков, которым он дал промежуточное название «AF coccus». Выздоровев, он решил проверить предположение Феликса д’Эрелля о роли бактериофагов в формировании приобретённого иммунитета, добавив частицы своей носовой слизи в чашки с выращенными штаммами пневмококков, стафилококков и бактерий «AF coccus». В ходе эксперимента оказалось, что росту микроорганизмов препятствует не вирус, а наличие фермента, вызывающего лизис бактерий. Впоследствии этот фермент был обнаружен им и в других биологических жидкостях. Алмрот Райт, руководитель Флеминга, предложил дать ферменту название «лизоцим», а чувствительным к нему бактериям — Micrococcus lysodeikticus.
После первоначальной эйфории в погоне за антибактериальными веществами оказалось, что лизоцим имеет малое клиническое значение в качестве антибактериального средства, и после открытия пенициллина интерес к лизоциму угас, пока не был выделен и очищен лизоцим из яичного белка курицы (HEWL).
Трёхмерная структура лизоцима впервые была получена Дэвидом Чилтоном Филлипсом (1924—1999) в 1965 году, когда он получил первую модель с помощью рентгеновской кристаллографии. Структура была публично представлена на лекции Королевского института в 1965 году.
Лизоцим стал второй белковой структурой и первой ферментной структурой, которая была получена с помощью рентгеновской кристаллографии, и первым ферментом, который содержит полную последовательность всех двадцати стандартных аминокислот.

## HEWL — лизоцим, выделенный из яичного белка курицы
HEWL представляет собой полипептидную цепь (14,3 кДа), содержащую 129 аминокислотных остатков с четырьмя внутримолекулярными дисульфидными мостиками и изоэлектрической точкой вблизи ≈ 11,3; он легко растворим в водной среде.
Являясь ферментом, HEWL катализирует гидролиз B-1,4 гликозидной связи между N-ацетилмурамовой кислотой и N-ацетилглюкозамином в пептидогликане клеточной стенки бактерий. Исторически сложилось так, что этот белок является одним из наиболее изученных белков в области биохимии. В отличие от большинства белков, лизоцим легко кристаллизуется, и эти кристаллы имеют хорошие преломляющие свойства. Полная первичная структура HEWL впервые была освещена в 1963 , и чуть позднее, в 1965 году, была создана трёхмерная структура HEWL. Расшифровка трёхмерной структуры HEWL и HEWL-субстратного комплекса открыли путь для понимания специфики лизоцима и механизма его каталитической активности.
Исследования по агрегации HEWL стали важны, когда выяснилось, что точечные мутации в человеческом лизоциме (с которым HEWL имеет 60% идентичных последовательностей) коррелировали с наследственным системным амилоидозом.
Это редкое заболевание было симптоматическим, с отложением амилоидных фибрилл человеческого лизоцима (иногда в килограммовых количествах) в почках, желудочно-кишечном тракте, лимфатических узлах, кровеносных сосудах, селезёнке и печени. Лизоцим, пожалуй, единственный фермент, который образует амилоид в естественных условиях.

## Лизоцим человека
Человеческий лизоцим является гликозидазой, которая функционирует в качестве антибактериального средства. Человеческий лизоцим (ЕС 3.2.1.17) содержит 130 остатков, принадлежащих к классу С-типа, и широко распространён в различных тканях и жидкостях организма, в том числе печени, суставных хрящах, крови, слюне, слёзной жидкости и молоке. Он кодируется геном, расположенным на 12-й хромосоме и состоящим из 4 экзонов и 3 интронов.
Лизоцим гидролизует преимущественно β→1,4 гликозидные связи между N-ацетилмурамовой кислотой и N-ацетилглюкозамином, содержащимися в структуре пептидогликана клеточной стенки некоторых микроорганизмов, особенно грамположительных бактерий, и, следовательно, играет определённую роль в защите хозяина. Фермент заставляет сахар мурамовой кислоты находиться в напряжённой конформации, и при совместном действии двух ключевых остатков — глутаминовой кислоты в положении 35 и аспарагиновой кислоты в положении 52 — гидролизует гликозидные связи.
Лизоцим интенсивно экспрессируется в кроветворных клетках, где он находится в гранулоцитах, моноцитах и макрофагах, а также в их предшественниках в костном мозге. Обычная концентрация лизоцима в плазме составляет от 4 до 13 мг/л, но только следы его можно увидеть в моче здоровых лиц. Содержание лизоцима в грудном молоке составляет около 0,4мг/мл, в слезной жидкости 7 мг/мл, в слюне 0,2 мг/мл.  В норме за сутки у человека вырабатывается около 1500 мл слюны, в которой суммарно содержится около 300 мг лизоцима. Исходя из этих данных можно посчитать, что в среднем за 1 час слюнные железы продуцируют 12,5 мг эндогенного лизоцима. Суммарно во всём организме около 500 мг лизоцима производится в день, но время жизни протеина в плазме является очень коротким; 75 % элюируют в течение 1 ч, в основном, через почки. Сильно повышенные концентрации лизоцима в плазме и моче связаны с целым рядом патологических состояний и мониторятся в течение многих лет, так как являются возможным маркером моноцитарного лейкоза, но в то же время, как в случае больных с миелопролиферативными расстройствами, при нормальной функции почек, производство лизоцима увеличивается до 4 раз.
За последние 30 лет человеческий лизоцим и HEWL были использованы в качестве системы отсчёта для изучения многих аспектов структуры и функции белков, в том числе стабильности белка и механизма его сворачивания. Были установлены шесть природных мутаций в человеческом лизоциме , и аминокислотные замены (все расположены в B-домена области нативной структуры лизоцима). Мутации приводят к появлению нескольких вариантов белка (I56T, F57I, W64R, D67H, T70N и F57I / T70N или W112R / T70N). Все эти варианты, кроме T70N, были связаны с системными амилоидозами с участием почек, печени и селезёнки, в то время как не амилоидогенный вариант T70N является довольно распространённым явлением в нормальной британской популяции.

## Применение
В пищевой промышленности зарегистрирован в качестве пищевой добавки E1105 (консервант).
В медицине в качестве местного антисептического средства — является основным действующим веществом лекарственного препарата «Лизобакт», «Лизобакт Комплит», на Украине применяется под торговым наименованием «Лисобакт» . Под названием «Лизо-Б» стал первым зарегистрированным на территории СССР иностранным лизоцим-содержащим препаратом и широко применяется в России с 1982 г . За это время проведено большое количество клинических исследований. Они показали эффективность и безопасность применения препарата Лизобакт у детей и взрослых для лечения острых инфекционных заболеваний верхних дыхательных путей, ЛОР органов, воспалительных заболеваний пародонта и ротовой полости, в реабилитации часто болеющих респираторными заболеваниями детей.

### Применение при беременности
При отсутствии противопоказаний (аллергия к белку куриного яйца) – лизоцим может приниматься женщинами в период беременности. Так американское FDA признало высокий профиль безопасности лизоцима. В связи с этим лизоцим обладает статусом «добавки, традиционно считающейся безопасной» (generally recognized as safe, GRAS). К тому же иммунологические исследования на морских свинках, кроликах и человеке показали, что лизоцим имеет меньший сенсибилизирующий потенциал, чем другие белки куриного яйца.

## Механизм лизиса
Лизоцим воздействует на   клетки микроорганизмов двумя путями. 

### Ферментативный механизм
Фермент атакует пептидогликаны (в частности, муреин), входящие в состав клеточных стенок бактерий (особенно много его в клеточных стенках грам-положительных бактерий — до 50-80 %). Лизоцим гидролизует β(1→4)-гликозидную связь между N-ацетилмурамовой кислотой и N-ацетилглюкозамином. Пептидогликан при этом связывается с активным центром фермента (в форме кармана), расположенным между двумя его структурными доменами. Сорбционный центр лизоцима представляет 6 карманов (A, B, C, D, E, F), причём в A, C и E может связываться только N-ацетилглюкозамин, а в B, D и F — как N-ацетилглюкозамин, так и N-ацетилмурамовая кислота. Молекула субстрата в активном центре принимает конформацию, близкую к конформации переходного состояния. В соответствии с механизмом Филлипса, лизоцим связывается с гексасахаридом, затем переводит 4-й остаток в цепи в конформацию твист-кресла. В этом напряжённом состоянии гликозидная связь между центрами D и E легко разрушается. Ингибитором лизоцима служит, в частности, трисахарид N-ацетилглюкозамина, связывающийся с каталитически неактивными центрами A, B и C и препятствующий связыванию субстрата. 
Лизоцим содержит в активном центре два аминокислотных остатка, необходимых для катализа: глутаминовую кислоту в положении 35 и аспарагиновую кислоту в положении 52. Остатки глутаминовой кислоты (Glu35) и аспарагиновой кислоты (Asp52) критичны для функционирования фермента, причём Asp52 ионизирован, а Glu35 нет. Некоторые авторы полагают, что Glu35 выступает в качестве донора протона при разрыве гликозидной связи субстрата, разрушая связь, а Asp52 выступает в роли нуклеофила, при образовании интермедиата — гликозил-фермента. Затем гликозил-фермент реагирует с молекулой воды, в результате чего фермент возвращается в исходное состояние и образуется продукт гидролиза. Это ферментативное свойство есть у всех типов лизоцима разного происхождения и отражено в одном из широко используемых вариантов названия этого белка – мурамидаза.
Другие авторы полагают, что реакция протекает через образование карбоксоний-иона, стабилизированного заряженной карбоксильной группой Asp52, в то время как высвобождение спирта катализируется по механизму общего основного катализа незаряженным карбоксилом Glu35..

### Катионный механизм
Молекулы лизоцима встраиваются в клеточную мембрану бактерий, образуя в ней поры. Благодаря этому механизму, лизоцим не только может вызывать осмотическую гибель бактериальной клетки, но и увеличивает проницаемость мембран бактерий для других антимикробных молекул, в том числе для антибактериальных фармакологических веществ.
Этими путями обуславливаются эффекты и действие лизоцима на различные типы микроорганизмов и общее состояние иммунитета.

## Антибактериальное действие лизоцима
У лизоцима выделяют два механизма действия на бактерии: ферментативный и катионный. Наличие двух взаимодополняющих бактерицидных механизмов уменьшает вероятность полного избегания патогенных бактерий  антибактериального действия лизоцима. Если наличествует модификация структуры пептидогликана, увеличивающая устойчивость микроорганизма к ферментативному действию лизоцима, и даже при полной потере клеточной стенки (L-формы) бактерии  должны в той или иной степени сохранить чувствительность к катионным механизмам действия этого белка. В Восточной Европе HEWL успешно использовался в сочетании с антибиотиками для лечения бронхита и пневмонии у людей без респираторной или системной токсичности  На фоне применения Лисобакта: в 1,2 раза более быстрое купирование интоксикационного синдрома, катаральные явления излечивались в среднем на 3 дня быстрее, чем в контрольной группе. Эмоциональный тонус, аппетит, нормализация сна детей, получавших Лисобакт, происходила на 1-3 дня быстрее, чем у больных, лечившихся с использованием лишь основной терапии. У детей, получавших в комплексе лечебных мероприятий препарат Лисобакт, респираторное заболевание протекало без осложнений .

## Противогрибковое действие лизоцима
Противогрибковые эффекты лизоцима впервые были описаны еще на рубеже 1960-1970-х годов
Под электронным и световым микроскопом было обнаружено, что лизоцим также, как и в случае с бактериальными клетками, действует на грибы двумя различными взаимодополняющими механизмами: ферментативный гидролиз N-гликозидных связей, которые связывают полисахариды и структурные гликопептиды клеточной стенки; повреждение цитоплазматической мембраны по катионному механизму. Катионная природа лизоцима и его способность дезинтегрировать и увеличивать проницаемость клеточной мембраны грибов дополняют энзиматически обусловленные противогрибковые эффекты лизоцима, что в целом сближает эти защитные механизмы с таковыми против бактерий.

## Противовирусное действие лизоцима
Одним из первых (в 1973 году) противовирусное действие этого белка описал H. Arimura. По его данным, лизоцим, выделенный из плаценты человека, снижал адсорбцию вируса эктромелии на поверхности клеток, в связи с чем было сделано предположение о важной защитной роли этого белка во время беременности, когда некоторые другие звенья противоинфекционной защиты частично подавлены.
Позже S. Lee-Huang с соавторами продемонстрировали способность лизоцима белка куриного яйца, а также человеческого лизоцима типа С, выделенного из разных источников (моча, молоко и нейтрофилы) дозозависимо подавлять репликацию ВИЧ-1 в культурах Т-лимфоцитов и моноцитов, чувствительных к этому вирусу. Обращает на себя внимание широкий диапазон концентраций (0,01-10 мкг/мл), в котором этот белок проявлял виростатические эффекты.
Так же было обнаружено свойство лизоцима связывать ДНК и РНК. Взаимодействие лизоцима и родственных молекул с нуклеиновыми кислотами было подтверждено разными методами (гель-электрофорез, определение ферментативной активности, соосаждение) и позволило авторам сформулировать тезис о том, что именно это свойство лизоцима лежит в основе его способности оказывать подавляющее действие на репликацию ВИЧ-1 и, возможно, других вирусов.
В культуре ткани лизоцим тормозит репродукцию вирусов через стимуляцию синтеза интерферона. Интерфероны — общее название, под которым в настоящее время объединяют ряд белков со сходными свойствами, выделяемых клетками организма в ответ на вторжение вируса. Действие интерферона не связано с непосредственным влиянием на вирусы или клетки, т.е. интерферон не действует вне клетки. Адсорбируясь на поверхности клетки или проникая внутрь клетки, он через геном клетки влияет на процессы репродукции вируса или пролиферацию клетки (активирует синтез ферментов и ингибиторов, блокирующих трансляцию вирусных иРНК, тем самым предохраняя соседние клетки от вирусной инфекции). Благодаря интерферонам, клетки становятся невосприимчивыми по отношению к вирусу.
Исследованы противовирусные эффекты лизоцима в отношении:
- вирусов герпеса (прием внутрь в дозе 1 г/сутки) [39] [40].
- кори [41].
- гепатита - применение лизоцима хлорида в дозе 60–170 мг/сутки в течение 4–24 недель значимо снижало частоту посттрансфузионного гепатита до 8% в сравнении с 20% [42].
- полиомиелита - при этом лизоцим менее токсичен, чем большинство противовирусных соединений или агентов [43].
- вирусных крупов - включение препарата Лизобакт (действующее вещество Лизоцим) в комплексную терапию обеспечивало более быстрое клинико-лабораторное выздоровление больных и сокращение сроков их пребывания в стационаре. [44]

Активно изучается возможности лизоцима в предотвращении заболевания COVID-19 и в снижении вероятности перехода заболевания от лёгких в тяжёлые формы.  
Предполагается, что первичная репликация вируса SARS-CoV-2 происходит в верхних дыхательных путях. Лизоцим подавляет проникновение вируса путем связывания с клеточными рецепторами или вирусом - требуется катионная и гидрофобная природа, а не ферментативная активность; воздействует на рецептор, к которому прикрепляется вирус SARS-CoV-2; повреждает оболочку вируса; подавляет индуцированное вирусом слияние клеток. Это влияет на инфицирование, размножение и распространение вируса внутри организма.  . Влияет на передачу сигналов клеток, включая путь NF-κB, что действует на восприимчивость к инфекции. Связывает нуклеиновые кислоты .

## Иммуномодулирующие эффекты лизоцима
Вторичное иммуномодулирующее действие лизоцима обычно рассматривается только в контексте высвобождения иммуностимулирующих низкомолекулярных фрагментов после разрушения пептидогликана клеточных стенок бактерий. Действительно, в результате мурамидазной активности лизоцим обеспечивает увеличение локального уровня NOD2- и NOD1-агонистов (мурамилпептидов), известных как стимуляторы ключевых врожденных механизмов защиты от патогенных микроорганизмов.
Вместе с тем на моделях инфекций in vivo доказано, что при дефиците лизоцима происходит не только экспансия K. pneumoniae, Streptococcus pneumoniae и некоторых других патогенов, но и снижение выработки противовоспалительных цитокинов, в частности ИЛ-10.
Присутствуя на поверхности слизистой, лизоцим повышает неспецифическую резистентность организма и способствует увеличению продукции секреторного IgA – важнейшей адаптивной составляющей мукозального иммунитета .
Функционирование эстрацеллюлярного (в том числе введенного извне) лизоцима в слюне и других биологических секретах снижает количество субстрата (нерасщепленного полимерного пептидогликана клеточных стенок бактерий) для интрацеллюлярного лизоцима в макрофагах и нейтрофилах и, тем самым, подавляет избыточные активацию этих клеток, миграцию провоспалительных клеток и оксидативный стресс 
Уровень слезного лизоцима является одним из соответствующих биомаркеров иммунной компетентности слизистых оболочек и может предсказывать риск заражения инфекциями верхних дыхательных путей 
В контексте поиска эффективных и нетоксичных средств для лечения и профилактики заболевания, вызванного SARS-CoV-2 в 2020 году были проведены исследования лизоцима. Сделаны выводы, что Лизоцим оказывает положительное стимулирующее действие на иммунную систему, но при этом ослабляет негативные эффекты чрезмерной реакции иммунной системы на инфекцию . На сегодня известно, что при тяжёлом течении SARS-CoV-2 наблюдается окислительный стресс (включая участие AGE), воспаление, вызванное нейтрофилами и макрофагами, цитокинами TNF-α и IL-6, а также активированная система RAS . Лизоцим играет важную роль в системном ограничении воспаления, что приводит к снижению иммунной патологии и вероятности перехода заболевания от лёгких к тяжелым формам. 
Лизоцим воздействует на микробы в нейтрофилах и макрофагах, увеличивает их противовоспалительную реакцию. Когда лизоцим высвобождается этими клетками и эпителиальными клетками во внеклеточное пространство, он также снижает общее воспаление, и снижает окислительный взрыв и хемотаксис в нейтрофилах. Подавляет продукцию макрофагами TNF-α and IL-6, связывает и снижает уровни циркулирующих AGE, повышает их экскрецию почками, а экзогенный лизоцим нарушает способность пептидогликана связывать факторы комплемента, которые действуют как анафилотоксины. Также лизоцим белка куриного яйца (HEWL) при моделировании кишечного пищеварения проявлял заметную антиоксидантную и ингибирующую активность АПФ . Пероральное введение лизоцима на животных моделях и в исследованиях на людях показывает его способность системно ограничивать воспаление, что приводит к снижению иммунной патологии .